# Camponotus mutilarius
Camponotus mutilarius (лат.) — вид муравьёв рода кампонотус из подсемейства формицины (Formicidae, подрод Orthonotomyrmex). Южная Азия (Вьетнам, Индия, Мьянма, Непал, Таиланд).

## Описание
Длина рабочих около 1 см (7,5 — 11 мм), самки до 15 мм. Голова чёрная с красноватыми пятнами у крупных рабочих и солдат, мезосома, петиоль и первый брюшной тергит от красного до красно-коричневого; остальная часть брюшка, антенны и ноги чёрные. Тело густо покрыто прямыми белыми волосками; усики с коротким прижатым опушением; задние голени без ряда колючих щетинок в дополнение к трём-четырём субпрямостоящим волоскам на дистальном конце около шпор. Самцы были впервые описаны лишь спустя более чем 100 лет после рабочих и самок, в 2015 году и они уникальны среди Camponotus тем, что имеют только 12-сегментную антенну и мандибулы с семью крупными зубцами (у других видов у самцов 1 — 4 зубца). Цвет самцов равномерно чёрный; скульптура сходна с другими видами, за исключением микроретикулярного черешка. Этот вид больше всего похож на Camponotus wasmanni, от которого он отличается красноватой мезосомой, петиолем и первым брюшным тергитом, тогда как у последнего все тело чёрного цвета.

## Таксономия
Вид был впервые описан в 1893 году итальянским мирмекологом Карлом Эмери по материалам из Бирмы в инфравидовом статусе как Camponotus wasmanni var. mutilarius Emery, 1893. В 1925 году таксон включили в состав подрода C. (Orthonotomyrmex). Видовой статус таксон получил в 2015 году.

## Распространение
Юго-Восточная и Южная Азия (Вьетнам, Индия, Мьянма, Непал, Таиланд).